# Лобасты
Лобасты — деревня в Арбажском районе Кировской области России.  

## География
Деревня находится в юго-западной части региона, в зоне хвойно-широколиственных лесов, на северном берегу Арбажского водохранилища, северо-западнее посёлка Арбаж, административного центра района.  

## Климат
Климат характеризуется как умеренно континентальный, с умеренно холодной снежной зимой и тёплым летом. Среднегодовая температура — 2 °C. Абсолютный минимум температуры воздуха самого холодного месяца (января) составляет −47 °C; абсолютный максимум самого тёплого месяца (июля) — 40 °C. Годовое количество атмосферных осадков — 527 мм, из которых 354 мм выпадает в период с апреля по октябрь.

## История
В «Списке населенных мест Российской империи», изданном в 1876 году, населённый пункт упомянут как казённый починок Лобастовской Котельнического уезда (1-го стана), при колодцах и речке Спасшенке, расположенная в 80 верстах от уездного города Котельнич. В починке насчитывалось 12 дворов и проживало 127 человек (66 мужчин и 61 женщина).

В 1926 году население деревни Лобасты составляло 182 человека (75 мужчин и 107 женщин). Насчитывалось 29 крестьянских хозяйств. В административном отношении Лобасты входили в состав Арбажского сельсовета Арбажской волости Котельнического уезда.
Восстановлена в учётных данных в 1994 году Постановлением Думы Кировской области от 22.11.1994 № 7/54
До января 2021 года входила в Арбажское городское поселение до его упразднения.

## Население
| 2010 |
| ---- |
| 64   |

Гендерный состав
По данным Всероссийской переписи населения 2010 года в гендерной структуре населения мужчины составляли 43,8 %, женщины — соответственно 56,2 %.
Национальный состав
Согласно результатам переписи 2002 года, в национальной структуре населения русские составляли 98 %.

## Улицы
Уличная сеть деревни состоит из двух улиц (ул. Луговая и ул. Сельская).